# Didymodon microthecius
Didymodon microthecius är en bladmossart som beskrevs av Brotherus 1902. Didymodon microthecius ingår i släktet lansmossor, och familjen Pottiaceae. Inga underarter finns listade i Catalogue of Life.